# من يعد؟ ماريلين وارينج عن الجنس والأكاذيب والاقتصاد العالمي
«من يَعُدُّ؟ ماريلين وارينج عن الجنس، الأكاذيب والاقتصاد العالمي»  هو فيلم وثائقي أُنتِج عام 1995 عن «مارلين وارينج»، أخرجه «تيري ناش» وأنتجته الهيئة الوطنية للفيلم الكندي والذي اعتمد اعتمادًا كبيرًا على كتاب مارلين وارينج «إذا عدت النساء» الذي صدر عام 1988.
تم تصوير مشاهد الفيلم في كندا، نيوزيلندا، نيويورك، الخليج العربي والفلبين. احتوى الفيلم على موسيقى «بيني لانج»، «بينجوين كافيه أوركسترا»، «بريان إينو» و«دانيال لانويس». يعد عنوان الفيلم تلاعب لفظي على غرار فيلم «الجنس، الأكاذيب والفيديو» الذي أُنتِج عام 1989.

## روابط خارجية
- من يعد؟ ماريلين وارينج عن الجنس والأكاذيب و الإقتصاد العالمي على موقع IMDb (الإنجليزية)
- من يعد؟ ماريلين وارينج عن الجنس والأكاذيب و الإقتصاد العالمي على موقع Turner Classic Movies (الإنجليزية)
- من يعد؟ ماريلين وارينج عن الجنس والأكاذيب و الإقتصاد العالمي على موقع قاعدة بيانات الفيلم (الإنجليزية)
- من يعد؟ ماريلين وارينج عن الجنس والأكاذيب و الإقتصاد العالمي على موقع ليتربوكسد (الإنجليزية)
- من يعد؟ ماريلين وارينج عن الجنس والأكاذيب و الإقتصاد العالمي على موقع كينوبويسك (الروسية)